# Olivier Rousteing
Olivier Rousteing (n. 13 septembrie 1985, Bordeaux, Franța) este un designer de modă francez și directorul de creație al casei de modă Balmain. Rousteing a fost adoptat de un cuplu de la vârsta de 1 an. Mama acestuia este optician, în timp ce tatăl său este manager maritim. Olivier a crescut în Bordeaux și s-a mutat la Paris pentru a studia la ESMOD (Ecole Supérieure des Arts et techniques de la Mode). În 2003, Rousteing a absolvit și a început cariera ca designer la Roberto Cavalli, devenind mai apoi șeful pentru diviza feminină a brandului.

## Cariera
În 2003, a absolvit facultatea și și-a început cariera de designer la Roberto Cavalli, unde a fost promovat ca director de creație a colecției italiene women's ready-to-wear, ocupând această poziție pentru cinci ani de zile. Rousteing s-a alăturat Balmain în 2009. La începutul drumului la Balmain a lucrat împreună cu Christophe Decarnin, fiind la acel timp directorul de creație al casei de modă franceze.
Pe 26 aprilie 2011, la 25 de ani, Olivier Rousteing l-a înlocuit pe Christophe Decarnin ca director de creație al casei Balmain. Admirând estetica propusă de Decarnin, el a vrut să orienteze casa de modă spre cel mai rafinat aspect al couture-ului francez. La momentul promovării acestuia, Rousteing a fost un designer relativ necunoscut, însă a adus un simț estetic nou și tânăr de care avea nevoie brand-ul și care s-a păstrat și la această zi. El a fost creditat cu adăugarea influenței asiatice în colecțiile lui, Asia cuprinzând o mare parte din clienții Balmain. Vârsta, rasa și inițial anonimatul lui Olivier a creat multă controversă pentru oamenii aflați deja în industria modei. "Oamenii au avut reacții ca 'Oh, Doamne, o minoritate ca el la conducerea unei case de moda franceze!' " a declarat Rousteing revistei Out în 2015.
De la sosirea lui, colecția pentru bărbați reprezintă acum 40 la sută din veniturile Balmain. Chiar dacă compania nu a făcut publice cifrele, s-a estimat că veniturile Balmain au crescut de la 15% la 20% între 2012 și 2015. Rousteing a deschis un magazin Balmain în Londra, stand-alone boutique-ul casei de moda în afara Parisului. Un magazin Balmain al New York-ului s-a deschis în SoHo, în aprilie 2016. Alte magazine sunt în faza de planificare.
Cu ajutorul prietenilor celebrii precum Kim Kardashian, Kelly Rowland, Jennifer Lopez, Rihanna, Beyonce, Justin Bieber, Nicki Minaj, Chris Brown, EMFAM și diverse modele, inclusiv cele de la Victoria’s Secret, Rousteing a ajutat ca Balmain să devină primul label francez care să treacă de un milion de urmăritori pe Instagram.
El a mai conceput și costume pentru operă, Renaissance – un balet de 27 de minute cu 22 de dansatori, care a fost coregrafiat de Sébastien Bertaud și deschis la Opéra de Paris pe 13 iunie 2017.

## Viața personală
Rousteing a fost adoptat și este homosexual.

## Legături externe
- fr  Avec Olivier Rousteing, Le Petit Journal, Canal Plus
- Ro el despacho Arhivat în 26 iunie 2018, la Wayback Machine., Código Único Arhivat în 26 iunie 2018, la Wayback Machine.